# Empress Hotel
Le Fairmont Empress (plus connu sous le nom The Empress) est un des hôtels les plus anciens et les plus réputés de Victoria, Colombie-Britannique. Il est devenu un des symboles de la ville elle-même en raison de son emplacement exceptionnel sur Wharf Street en face du Parlement de Colombie-Britannique et du port. 

## Histoire
L'hôtel, en forme de château de style édouardien fut dessiné par Francis Rattenbury (en) pour le Canadien Pacifique, en tant qu'hôtel du terminal de ses lignes de bateaux à vapeur, dont le quai se situait à quelques centaines de mètres. L'hôtel fut conçu pour accueillir des hommes d'affaires et les visiteurs fortunés de Victoria, mais plus tard, lorsque le Canadien Pacifique cessa de desservir la ville, l'hôtel se reconvertit avec succès en hôtel de tourisme, cette reconversion coïncidant avec l'émergence de Victoria en tant que destination touristique au début des années 1920.  
L'hôtel fut construit entre 1904 et 1908, ouvrant à la clientèle cette même année. Deux bâtiments additionnels furent ajoutés sur les ailes entre 1909 et 1914. Pendant cette période, l'Empress accueillit des rois, des reines, des vedettes de cinéma et de nombreuses personnalités. En 1919, le Prince de Galles Édouard VIII dansa la valse dans le Crystal Ballroom. Dans les années 1930, Shirley Temple arriva accompagnée par ses parents avec des rumeurs qu'elle avait fui de Californie à cause de menaces d'enlèvement, une histoire née de la présence constante de deux gardes du corps imposants, qui dormaient dans la chambre opposée à la sienne et qui laissaient quoi qu'il arrive leur porte ouverte.
Pendant de nombreuses années, l'hôtel n'arborait aucun signe sur l'entrée principale. Les sentiments très forts qu'il évoque aux Victoriens mais aussi à ses invités et mécènes sont parfaitement illustrés par cette phrase qu'aurait prononcé un homme furieux de voir des employés apposer le nom de l'hôtel sur la façade: "Anyone who doesn't know this is The Empress shouldn't be staying here" (Quiconque ne sait que ceci est l'Empress Hôtel ne devrait pas loger ici).

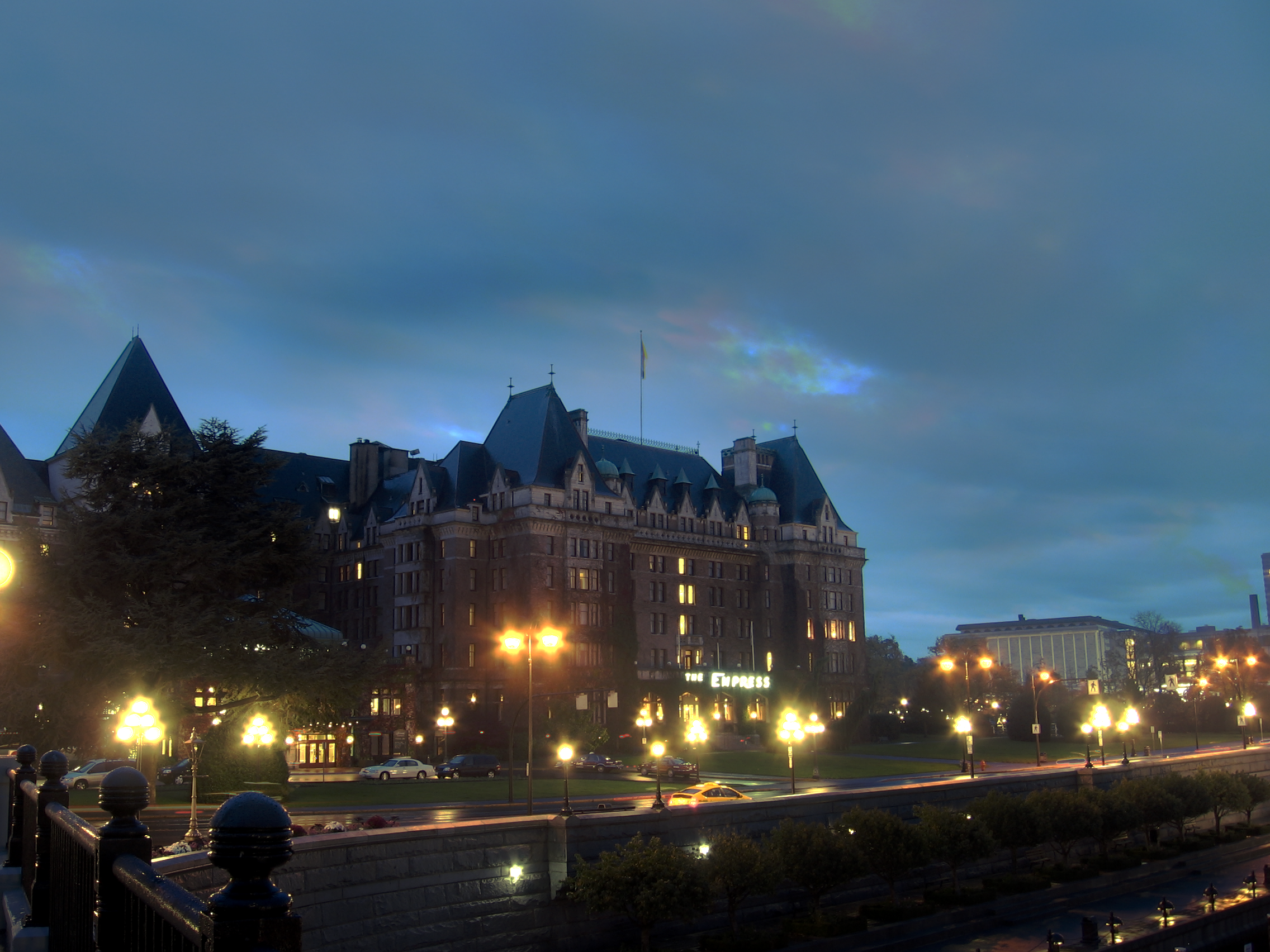
L'Empress dans la lumière du matin

En 1965, un débat eut lieu entre les partisans de la destruction de l'hôtel pour en reconstruire un plus moderne et plus fonctionnel à la place, et ceux décidés à garder l'hôtel d'alors. Un journal local prévint que, "sans cette splendide relique de la période édouardienne, des dizaines de milliers de touristes ne reviendraient pas. Ceci est La Mecque, l'âme de la ville". Le 10 juin 1966 la décision fut annoncée: l'Empress ne serait pas détruit. À la place, une campagne de travaux de modernisation de 4 millions de dollars canadiens (baptisée 'Operation Teacup') allait être mise en place.  
En 1989, plus de 45 millions de dollars ont été dépensés dans de nouvelles restaurations. Toutes les chambres furent rénovées, et un club de remise en forme, une piscine d'intérieur et de nouveaux salons furent inaugurés. Avec une attention particulière sur les finitions, on ne chercha pas à modifier l'image de l'hôtel existant. Au lieu de cela, le but était de restaurer l'Empress et de lui redonner son élégance d'origine, d'avant-guerre.
En 1999, le Canadien Pacifique devint les Canadian Pacific Hotels, avec toutes ses possessions. La nouvelle entreprise fut renommée Fairmont Hotels & Resorts dans l'optique de refléter sa présence et ses ambitions à l'échelle mondiale. Ainsi, tous les anciens hôtels du Canadien Pacifique furent rebaptisés avec le préfixe Fairmont. 
Le 31 octobre 2000, Fairmont vendit l'hôtel à Legacy Hotels REIT pour 120 millions de dollars canadien. Cependant, Fairmont signa un accord sur le long terme avec Legacy Hotels, et en août 2005, il détenait 11,14 % du capital de REIT.

## Thé D'Après-midi à l'Empress

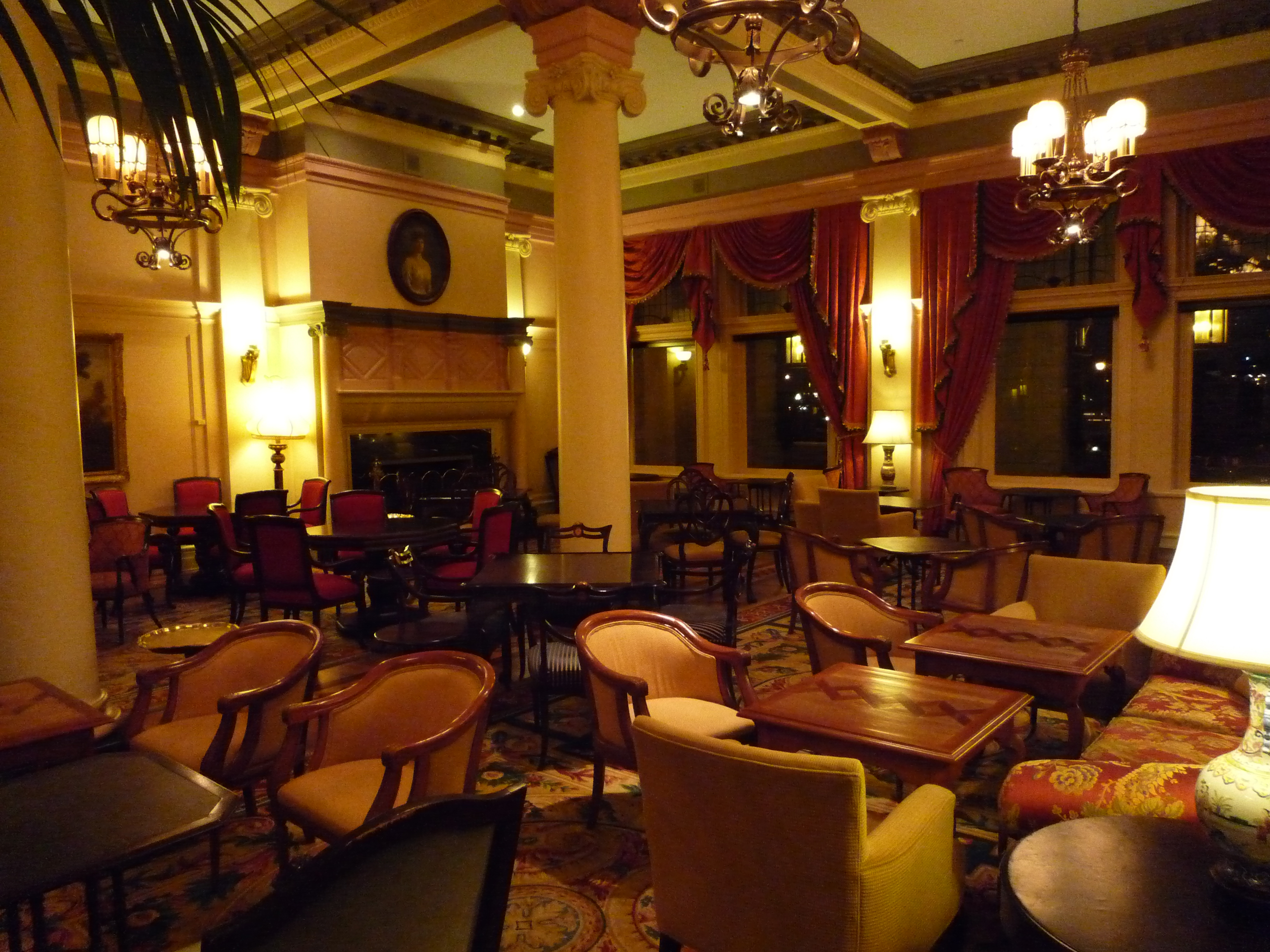
Tea Lobby (salon de thé)

Une tradition bien connue à l'Empress est l'afternoon tea (thé d'après-midi) dans la plus pure tradition britannique. Pendant les mois d'été, l'hôtel sert le thé (avec des pâtisseries fraîches, des fruits confits et de la crème Jersey) dans son Tea Lobby (salon de thé) à plus de 800 invités  et touristes. Selon Fairmont, c'est plus que la plupart des hôtels de Londres. Bien que cela ne soit pas donné (l'afternoon tea reviendra à environ $50 par personne), les réservations doivent se faire une ou deux semaines à l'avance.

## Autre
L'hôtel possède 477 chambres, dont la plupart donnent sur le port ou sur la cour arrière et les jardins. Il a quatre restaurants, dont le Bengal Lounge, décoré dans le style victorien, et de l'époque coloniale indienne (quand la Reine Victoria était impératrice d'Inde) mais aussi le Kipling's, nommé en l'honneur  de l'auteur Rudyard Kipling, qui fit de fréquents séjours à l'hôtel. En 2005, le Kipling's ferma ses portes au public pour laisser plus de place au service.
Pendant la campagne de rénovation de 1989, le Centre de Conférence Victoria fut créé, et incorporé à l'historique Crystal Ballroom. Enfin, l'hôtel a des infrastructures sportives, un centre de gym, un bain à remous et une piscine intérieure.